# Bașchiri

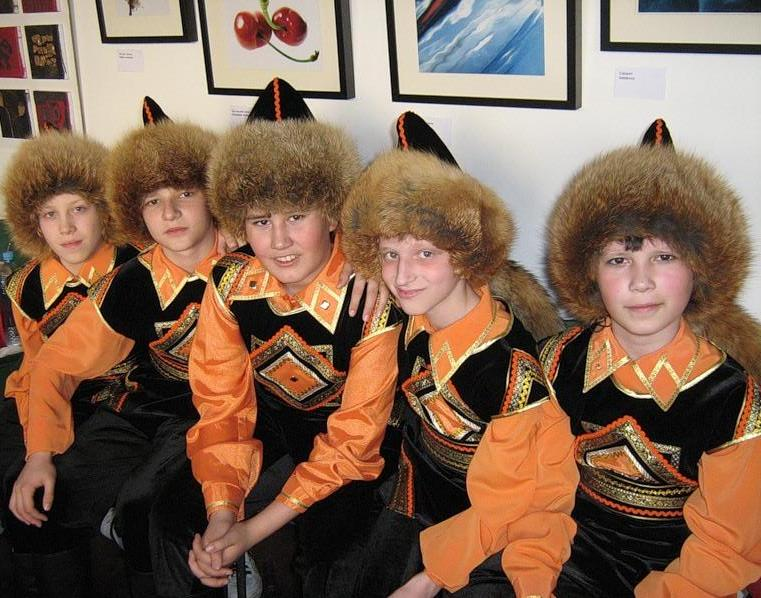
Башҡорттар

Bașchirii sunt un grup etnic de origine turcică și religie musulmană, care trăiesc  în Federația Rusă, mai ales în Republica Bașchiria, subiect federal al Rusiei din regiunea Munților Urali, iar în diasporă în Uzbekistan și Kazahstan.
Limba vorbită de bașchiri este bașchira, foarte apropiată de limba tătară. O parte însemnată a bașchirilor vorbește și tătara, iar majoritatea acestora vorbește de asemenea limba rusă.
În Republica Bașchiria bașchirii sunt cel mai important grup etnic, fără să aibă însă majoritatea absolută.